# تروس، گارد
تروس، گارد (به فرانسوی: Trèves, Gard) یک کامین در فرانسه است که در Canton of Trèves واقع شده‌است.

## خصوصیات
تروس ۲۶٫۵۹ کیلومترمربع مساحت و ۱۰۶ نفر جمعیت دارد و ۵۶۰ متر بالاتر از سطح دریا واقع شده‌است.